# 村山創太郎
村山 創太郎（むらやま そうたろう、1944年 - ）は、日本の実業家。ニッポン放送取締役相談役。

## 来歴・人物
東京都出身。早稲田大学政治経済学部卒業後、1969年にニッポン放送入社。報道部を経たあとは長く営業の畑を歩く。営業部長や関連会社の社長を歴任し、2010年から6年間ニッポン放送の代表取締役社長を務めた。2016年に退任し、同社相談役に就任した。

## 活動
- ニッポン放送開局60周年記念 ラジオで聴いた「忘れられぬミュージック」などの開局60周年事業を指揮。
- オールナイトニッポン0(ZERO)の立ち上げ

## エピソード
- 2013年12月号の聖教新聞社の月刊誌「大白蓮華」でインタビューに応じている。